# کربادوکس
کربادوکس (به انگلیسی: Carbadox) با فرمول شیمیایی C۱۱H۱۰N۴O۴ یک ترکیب شیمیایی با شناسه پاب‌کم ۵۳۵۳۴۷۲ است. که جرم مولی آن ۲۶۲٫۲۲ g/mol می‌باشد. شکل ظاهری این ترکیب، بلورهای زرد است.